# ابن رسته
أحمد بن عمر، أبو علي ابن رُسْتَه (توفي نحو 300 هـ / نحو 912 م) هو جغرافي فارسي، من أهل أصفهان.
حج سنة 290 هـ وصنف كتاب «الأعلاق النفيسة»، وصف بها الكثير من المدن والبلاد. الكتاب يقع في سبعة أجزاء، لكن لم يصلنا منه إلا الجزء الأخير.